# Marcel Zamora Pérez
Marcel Zamora Pérez (Barcelona, 20 de marzo de 1978) es un deportista español que compitió en duatlón. Ganó una medalla de plata en el Campeonato Mundial de Duatlón de Larga Distancia de 2005.

## Palmarés internacional
| Campeonato Mundial | Campeonato Mundial | Campeonato Mundial | Campeonato Mundial |
| Año                | Lugar              | Medalla            | Prueba             |
| ------------------ | ------------------ | ------------------ | ------------------ |
| 2005               | Barcis ( Italia)   | Medalla de plata   | Individual         |